# Амуд
Аму́д (Нахал-Аму́д; ивр. נַחַל עַמּוּד‎, Нахаль Амуд) — ручей на севере Израиля, в Верхней Галилее. Начинается на возвышенности Дальтон близ мошава Дальтон, течёт в южном направлении между холмами, на которых расположен город Цфат, и горой Мерон, и впадает в Тивериадское озеро (озеро Кинерет) в его северо-западной части, близ кибуца Гиносар. На большей части своего протяжения ручей является пересыхающим, однако на участке, проходящем близ Цфата, вода течёт круглый год. Значительная часть русла ручья (около 20 км) и прилегающей к нему территории является заповедником Нахаль Амуд.
Площадь водосборного бассейна — 125 км². Высота истока — 910 м над уровнем моря.
Амуд имеет самый большой перепад высот из всех рек Израиля.
Ущелье, которое образует канал в этом месте, содержит много пещер, в которых обитали Homo heidelbergensis, а позже неандертальцы (пещеры в Зуттие и Амуд).

## Течение
Река начинается на юго-восточных склонах горного массива Мерон. На территории её бассейна выпадает около 800 мм осадков в год, и расход воды в реке составляет более 100 миллионов кубометров в год. Река протекает в осадочных породах, в которых она образовала глубокие каньоны.

## Происхождение названия
Слово «аму́д» (ивр. עמוד‎) на иврите означает «столб». Ручей назван так в честь скалы в форме столба, возвышающейся в русле ручья в его нижнем течении, примерно в 4 км от устья, близ кибуца Хуко́к.
|                                              |  |
| Скала в форме столба, давшая название ручью. |  |

## Экономическое значение
Русло ручья Амуд на протяжении веков являлось источником дохода для жителей Цфата и окрестностей. Изобилее воды позволяло строить вдоль русла ручья водяные мельницы и перемалывать муку. Система строительства таких мельниц была элементарно проста: в верхнем течении воды ручья отводились в акведук, который тянулся вдоль склона. Русло ручья становится глубже к нижнему течению и перепад высот между акведуком и природным руслом позволял сбрасывать воду и использовать её силу и мощь для вращения жерновов мельницы. (В Верхней Галиле именно русло ручья Амуд было признанным центром мукомольного дела, а в Нижней Галилее — русло ручья Цальмон).
Ручей играл большое значение в развитии Цфата в XVI веке, что послужило, в частности, экономической базой для деятельности знаменитой цфатской группы каббалистов в то время. Помимо мельниц, русло ручья изобиловало шелковичными деревьями, и разведение шелкопрядов позволило Цфату в XVI—XVII веках завоевать мировую славу в производстве шелка. Наличие воды и постоянное течение позволило приводить в действие шелкообрабатывающие устройства, развить промышленность крашенья шелка и поэтому сконцентроровать весь производственный процесс в одном месте. В течение XVII века город Акко, отстроенный Дар эль Омаром, являлся основными морскими воротами шелковой промышленности Цфата.
Плодородные, прекрасно орошаемые земли склонов ручья способствовали быстрому развитию сельского хозяйства, продукты которого поставлялись на рынки Цфата, Акко и Тверии.
Во второй половине XIX века, в период промышленной революции, экономика региона начала приходить в упадок, а с началом правления англичан поменялась основа промышленности региона, отныне и далее воды ручья использовались для нужд развивавшегося города и прилегавших к нему районов. Сельское хозяйство потеряло промышленные объёмы, и ручей Амуд со временем стал заповедником.